# Ludditer

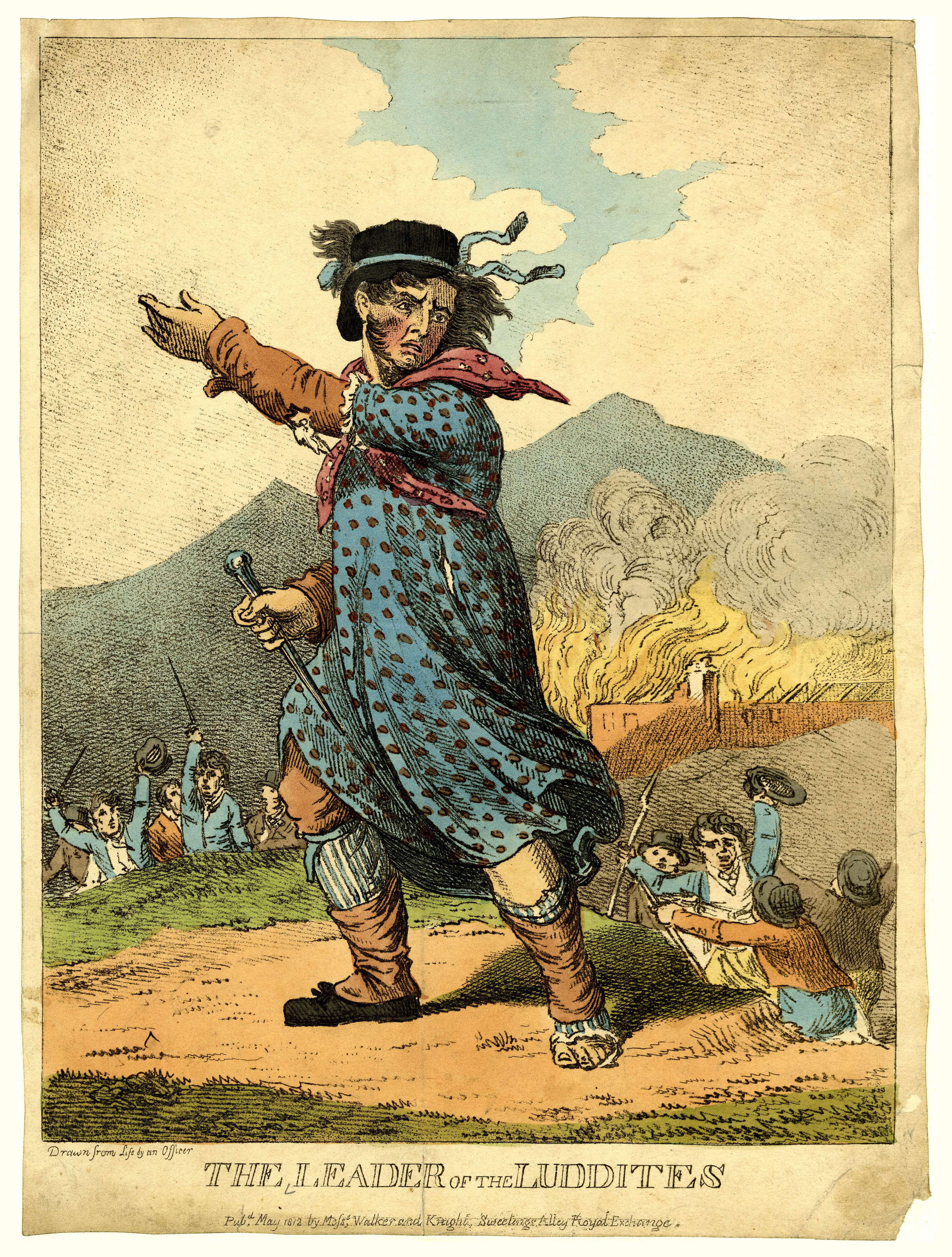
"Ludditernas ledare", gravyr från 1812.

Ludditerna eller maskinstormarna var en samhällsrörelse bland engelska arbetare som under det tidiga 1800-talet protesterade, ofta genom att förstöra textilmaskiner, mot den industriella revolutionens förändringar, som de upplevde hotade deras arbeten. Rörelsen, som startade 1811, var uppkallad efter en troligtvis fiktiv ledare, Ned Ludd. Deltagarna iakttog sträng disciplin och alla former av våld mot människor var bannlysta. År 1812 blev emellertid en grupp ludditer nedskjutna av militär, som tillkallats av en arbetsgivare. Denne mördades som hämnd och som motåtgärd stiftades starkt repressiva lagar och en massrättegång i York 1813 resulterade i ett flertal dödsstraff och deportationer till kolonierna.
På senare tid används termerna luddism och luddit eller neo-luddism och neo-luddit synonymt med någon som motsätter sig teknikens och teknologins utveckling på grund av de kulturella förändringar utvecklingen för med sig.

## Historia
Namnet luddit kommer enligt legenden efter en person i Leicestershire vid namn "Ned Ludd", som omkring 1779 skulle ha förstört maskiner i en lokal strumpfabrik. I trakten skyllde man sedan skämtsamt på Ludd när maskiner förstörts, och namn så som ”General Ludd” och ”Kung Ludd” blev ett populärt namn på ledarna för oroligheterna 1811 och 1816.
Rörelsen började i Nottingham 1811 och spred sig snabbt över England under 1811 och 1812. Många ull- och bomullstygsfabriker förstördes tills den brittiska regeringen hårdhänt tryckte ned rörelsen. Ludditerna träffades nattetid på hedarna runt industristäderna, där de övade exercis och rörelse och ofta fick lokalt stöd. 
De största orterna som hemsöktes var Nottinghamshire i november 1811, följt av West Riding of Yorkshire tidigt år 1812 och Lancashire från mars 1812. Slag mellan ludditer och militär inträffade vid Burtons' Mill i Middleton och vid Westhoughton Mill, båda i Lancashire. Det ryktades under denna tid att infiltratörer och provokatörer från lokala domare och handlare framkallade slagen eftersom de stod under general Ludds och hans anhängares dödshot.[källa behövs]